# Artediellina antilope
Artediellina antilope är en fiskart som först beskrevs av Schmidt, 1937.  Artediellina antilope ingår i släktet Artediellina och familjen simpor. Inga underarter finns listade i Catalogue of Life.